# Vanwall VW

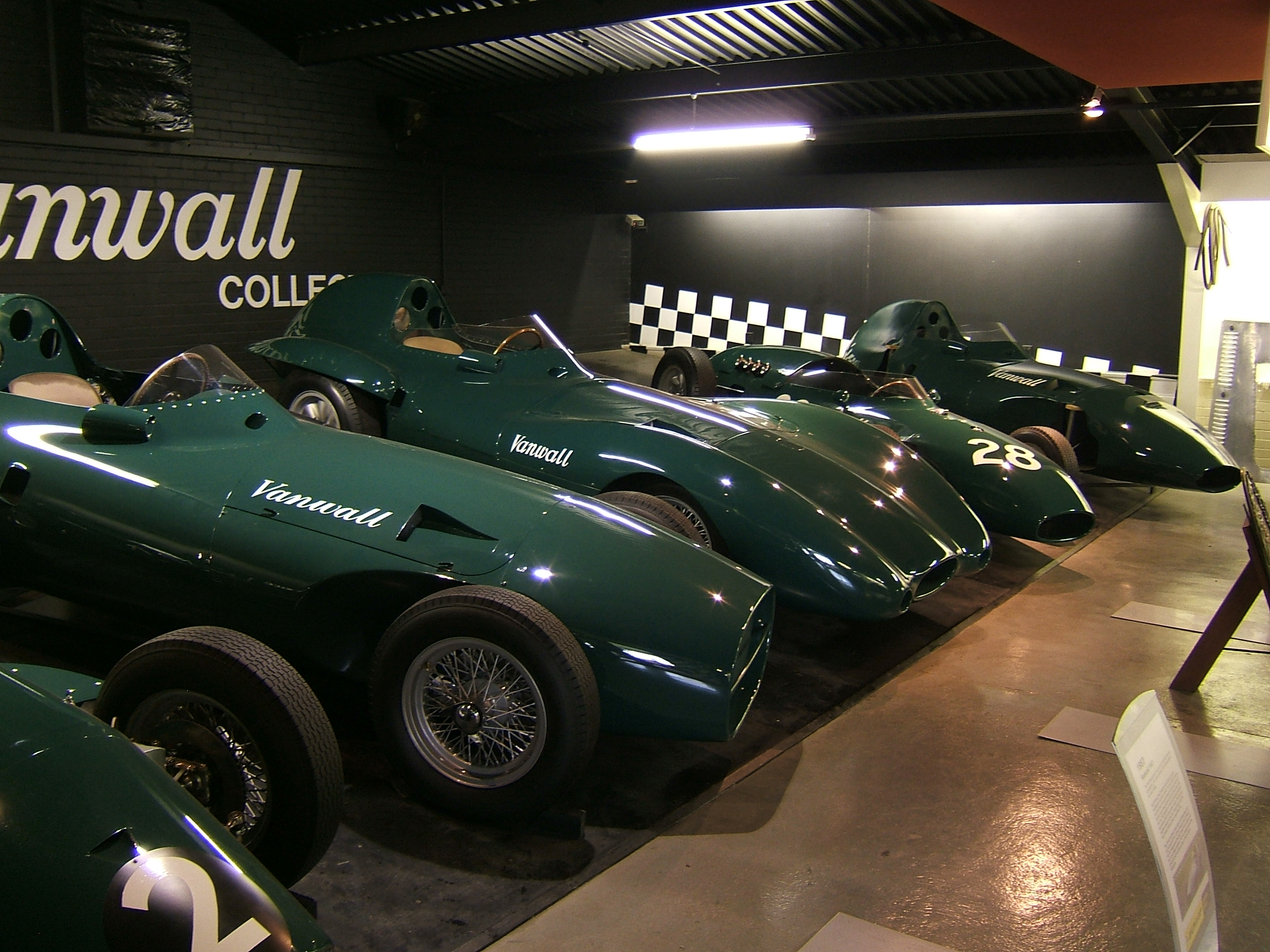
Vanwall-samlingen vid Donington Park.

Vanwall VW är en formel 1-bil, tillverkad av den brittiska formelbilstillverkaren Vanwall mellan 1956 och 1958.

## Bakgrund
Tony Vandervells Vanwall-stall hade skaffat racingerfarenhet genom att tävla i Formel Libre med sin ”Thinwall Special”, baserad på Ferrari 375 F1. 1954 byggde Vanwall en egen formel 2-bil med chassi från Cooper Car Company. Till 1955 byggdes bilen om för formel 1, men framgångarna uteblev. Därför genomfördes en mer genomgripande ombyggnad till 1956.

## Utveckling
Vanwall konsulterade Colin Chapman som börjat göra sig ett namn med sina små Lotus sportvagnar. Chapman byggde ett nytt, lätt och vridstyvt chassi bestående av tunna rör. Karossen ritades av Frank Costin och hade ett för tiden lågt luftmotstånd. Mekaniken hämtades rakt av från den äldre bilen. Motorn hade byggts av mc-tillverkaren Norton, där Vandervell hade ägarintressen. Genom sin lagertillverkning hade Vandervell känningar lite varstans inom bilindustrin och sedan Mercedes-Benz lagt ned sin tävlingsverksamhet efter 1955 fick Vanwall tillgång till bränsleinsprutningen från Bosch. 
Bilen hade bekymmer med tillförlitligheten under första säsongen men gradvis löstes problemen och till 1957 byttes dessutom den äldre bakhjulsfjädringen med tvärliggande bladfjäder ut mot Chapmans fjäderben.
Vanwall uppnådde sina största framgångar under 1958 men Tony Vandervell led av vacklande hälsa och hans läkare rekommenderade att han drog ner på verksamheten. Därför lades stallet ned i slutet av säsongen.

## Tekniska data
| Tekniska data           | Vanwall 57                                         |
| ----------------------- | -------------------------------------------------- |
| Motor:                  | Frontmonterad 4-cylindrig radmotor                 |
| Cylindervolym:          | 2490 cm³                                           |
| Borrning x slaglängd:   | 96 x 86 mm                                         |
| Max effekt vid varvtal: | 285 hk vid 7 300 v/min                             |
| Ventilstyrning:         | 2 överliggande kamaxlar, 2 ventiler per cylinder   |
| Bränslesystem:          | Bosch bränsleinsprutning                           |
| Växellåda:              | 5-växlad manuell, transaxel                        |
| Hjulupphängning fram:   | Dubbla tvärlänkar, skruvfjädrar, krängningshämmare |
| Hjulupphängning bak:    | De Dion-axel, Chapman struts med skruvfjädrar      |
| Bromsar:                | Ventilerade skivbromsar                            |
| Chassi & kaross:        | Fackverksram med aluminiumkaross                   |
| Hjulbas:                | 229 cm                                             |
| Torrvikt:               | 640 kg                                             |

## Tävlingsresultat

### Formel 1-VM 1956
Vanwall ställde upp i fem lopp under 1956 men stallets bilar fullföljde bara två av dem. Harry Schell blev bäste poängplockare med en fjärdeplats i Belgiens Grand Prix som främsta placering.

### Formel 1-VM 1957

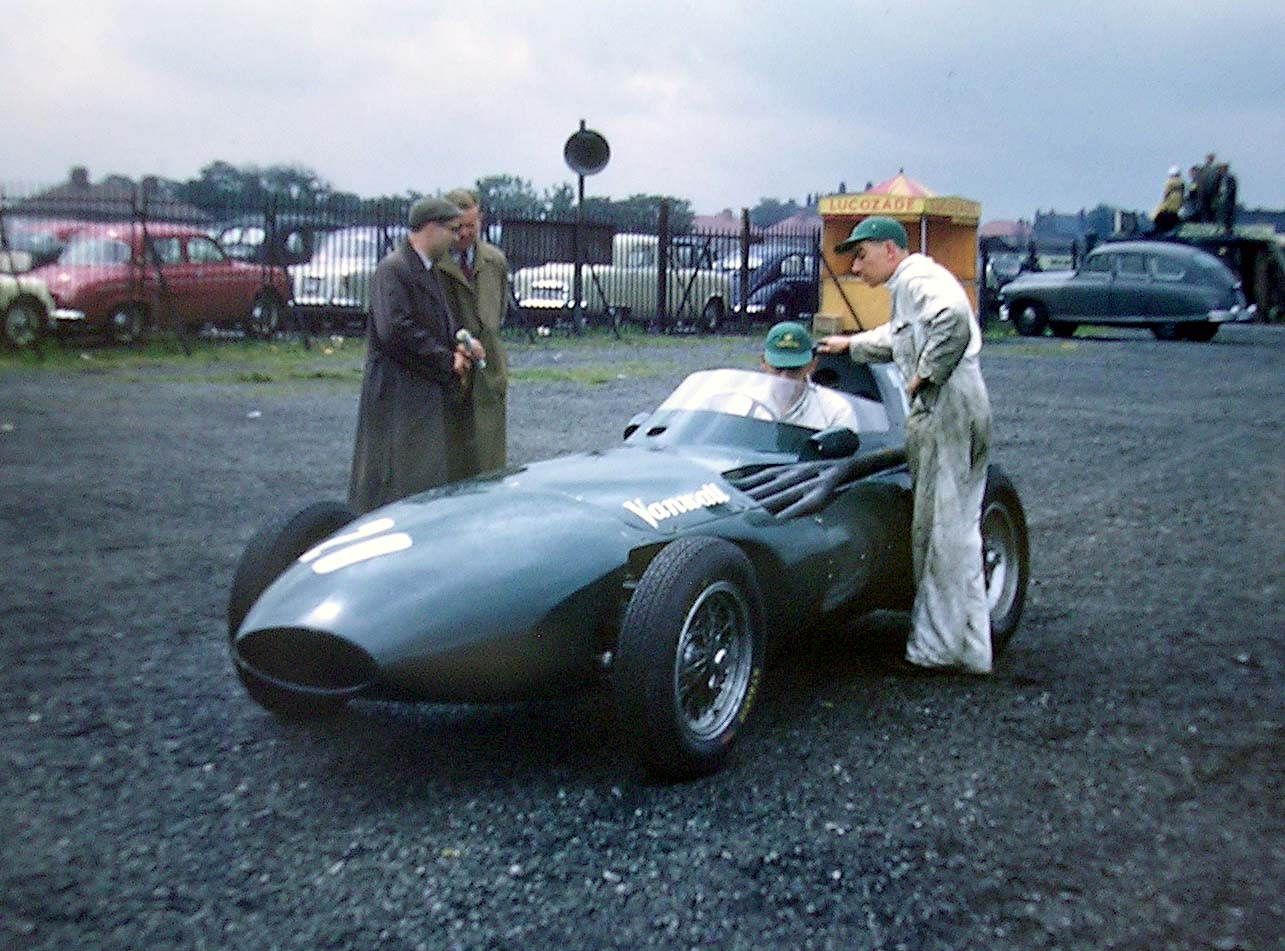
Vanwall VW5 före starten av Storbritanniens Grand Prix 1957.

1957 tog stallet sin första seger vid Storbritanniens Grand Prix efter ett lopp som påbörjats av Tony Brooks och avslutats av Stirling Moss. Moss vann dessutom säsongens två avslutande tävlingar och slutade tvåa i förarmästerskapet, efter Juan Manuel Fangio. Brooks slutade femma i mästerskapet.

### Formel 1-VM 1958
Säsongen 1958 infördes förutom förarmästerskapet även ett konstruktörsmästerskap. Stirling Moss och Tony Brooks vann tre tävlingar var och Vanwall tog hem formel 1-VM:s första märkestitel. I förarmästerskapet förlorade Moss titeln till Mike Hawthorn med en enda poäng. Brooks slutade trea.

### Efter 1958
Tony Brooks körde ytterligare två formel 1-lopp med en uppdaterad Vanwall, Storbritanniens Grand Prix 1959 och Frankrikes Grand Prix 1960. Han bröt bägge loppen.